# Jassargus lunaris
Jassargus lunaris är en insektsart som beskrevs av Logvinenko 1961. Jassargus lunaris ingår i släktet Jassargus och familjen dvärgstritar. Inga underarter finns listade i Catalogue of Life.